# We choose to go to the Moon
"We choose to go to the Moon" (tạm dịch: "Chúng ta chọn lên Mặt Trăng"), cách gọi chính thức là Address at Rice University on the Nation's Space Effort (nghĩa đen: Bài phát biểu tại Đại học Rice về Nỗ lực Không gian của Quốc gia), là một bài diễn văn được Tổng thống Mỹ John F. Kennedy phát biểu vào ngày 12 tháng 9 năm 1962 trước đám đông tại sân vận động Đại học Rice ở Houston, Texas, nhằm mục đích thúc đẩy sự ủng hộ từ công chúng đối với đề xuất của ông là đưa người lên Mặt Trăng trước năm 1970 và mang người đó trở lại Trái Đất an toàn. Phần lớn bài phát biểu do cố vấn tổng thống kiêm người viết diễn văn Ted Sorensen soạn thảo. Trong buổi diễn thuyết, Kennedy mô tả không gian như một biên giới mới, khơi dậy tinh thần tiên phong đã thống trị truyền thống dân gian Mỹ. Ông truyền tải bài phát biểu với một cảm xúc cấp bách và định mệnh, đồng thời nhấn mạnh quyền tự do của người Mỹ trong việc quyết định vận mệnh của mình thay vì để mặc cho số phận định đoạt. Dù ông đã kêu gọi sự cạnh tranh với Liên Xô, Kennedy cũng đề xuất biến cuộc đổ bộ Mặt Trăng thành một dự án chung. Bài phát biểu đã gây được tiếng vang rộng rãi và vẫn được nhớ đến cho tới ngày nay, mặc dù vào thời điểm đó người ta hãy còn băn khoăn về chi phí và giá trị của nỗ lực đặt chân lên Mặt Trăng. Mục tiêu của Kennedy đã được hiện thực hóa sau khi ông qua đời, đó là vào tháng 7 năm 1969 khi chương trình Apollo đánh dấu sự thành công của sứ mệnh Apollo 11.

## Bối cảnh
Khi John F. Kennedy trở thành Tổng thống Hoa Kỳ vào năm 1961, rất nhiều người Mỹ nhận thấy rằng họ đang hụt hơi trong cuộc chạy đua vào không gian với Liên Xô khi nước này đã phóng thành công vệ tinh nhân tạo đầu tiên, Sputnik 1, lên quỹ đạo Trái Đất gần bốn năm trước đó. Sự nhận thức càng tăng lên khi nhà du hành vũ trụ Liên Xô Yuri Gagarin trở thành người đầu tiên bay vào vũ trụ vào ngày 12 tháng 4 năm 1961, trước cả khi Hoa Kỳ có thể phóng phi hành gia thuộc dự án Mercury. Uy tín của nước Mỹ tiếp tục bị tổn hại bởi thất bại ở vịnh Con Heo năm ngày sau đó.
Bị thuyết phục bởi nhu cầu chính trị về một thành tựu có thể chứng minh rõ ràng ưu thế vượt trội về không gian của nước Mỹ, Kennedy đã yêu cầu phó tổng thống của mình là Lyndon B. Johnson, với tư cách là chủ tịch Hội đồng Hàng không và Vũ trụ Quốc gia, xác định một thành tựu như vậy. Ông đặc biệt yêu cầu Johnson điều tra xem liệu Hoa Kỳ có thể đánh bại Liên Xô trong việc đưa một phòng thí nghiệm vào không gian, hay cho người bay quanh Mặt Trăng, thậm chí là đưa con người đổ bộ lên thiên thể này hay không, và tìm hiểu xem một dự án như vậy sẽ tốn bao nhiêu chi phí. Johnson đã tham khảo ý kiến của các quan chức thuộc Cơ quan Hàng không và Vũ trụ Quốc gia (NASA). Trưởng quản lý mới của cơ quan là James E. Webb nói với ông rằng, họ không có cơ hội đánh bại người Nga trong việc phóng trạm vũ trụ, và ông không chắc được liệu NASA có thể đưa con người bay vòng quanh Mặt Trăng trước tiên hay không, vì vậy lựa chọn tốt nhất là cố gắng hạ cánh con người xuống đó. Đây cũng đồng thời là phương án tốn kém nhất; Webb tin rằng thành tựu này cần khoảng 22 tỷ đô la Mỹ (tương đương 139 tỷ đô la Mỹ năm 2022) để có thể đạt được trước năm 1970. Johnson cũng tham khảo ý kiến của Wernher von Braun; các nhà lãnh đạo quân sự bao gồm Trung tướng Bernard Schriever; và ba giám đốc kinh doanh: Frank Stanton từ CBS, Donald C. Cook từ American Electric Power và George R. Brown từ Brown & Root.
Kennedy đã đứng trước Quốc hội Mỹ vào ngày 25 tháng 5 năm 1961 và đề xuất rằng Hoa Kỳ "nên cam kết đạt được mục tiêu là trước khi thập kỷ này kết thúc, phải đưa được con người lên Mặt Trăng và trở về Trái Đất an toàn". Không phải tất cả mọi người đều bị ấn tượng; một cuộc thăm dò của Gallup Poll cho thấy có đến 58% người Mỹ đã phản đối đề xuất này.
Mục tiêu của Kennedy đã đưa ra một hướng đi cụ thể cho chương trình Apollo, vốn yêu cầu sự mở rộng từ nhóm kỹ sư Space Task Group của NASA thành Trung tâm Tàu vũ trụ có Người lái. Houston, Texas được chọn làm địa điểm cho trung tâm mới và được công ty Humble Oil and Refining hiến đất vào năm 1961 thông qua trung gian là Đại học Rice. Kennedy đã có chuyến thăm hai ngày vào tháng 9 năm 1962 tới cơ sở mới. Ông được hộ tống bởi các phi hành gia Scott Carpenter và John Glenn của nhóm Mercury Seven, đồng thời được chiêm ngưỡng các mô hình của tàu vũ trụ Gemini và Apollo. Kennedy cũng tham quan Friendship 7, tàu vũ trụ Mercury mà Glenn đã sử dụng để thực hiện chuyến bay vào quỹ đạo đầu tiên của nước Mỹ. Ông tận dụng cơ hội này để có bài phát biểu nhằm kêu gọi ủng hộ nỗ lực không gian của quốc gia. Bản thảo ban đầu của bài phát biểu được viết bởi Ted Sorensen, với một số những chỉnh sửa từ Kennedy.

## Phát biểu
Vào ngày 12 tháng 9 năm 1962, Tổng thống Kennedy đã phát biểu bài diễn văn trước đám đông gần 40.000 người tại sân vận động của Đại học Rice. Rất nhiều người trong số đó là sinh viên của đại học này. Phần giữa của bài diễn văn được trích dẫn khá rộng rãi, với nội dung như sau:
We set sail on this new sea because there is new knowledge to be gained, and new rights to be won, and they must be won and used for the progress of all people. For space science, like nuclear science and all technology, has no conscience of its own. Whether it will become a force for good or ill depends on man, and only if the United States occupies a position of pre-eminence can we help decide whether this new ocean will be a sea of peace or a new terrifying theater of war. I do not say that we should or will go unprotected against the hostile misuse of space any more than we go unprotected against the hostile use of land or sea, but I do say that space can be explored and mastered without feeding the fires of war, without repeating the mistakes that man has made in extending his writ around this globe of ours. There is no strife, no prejudice, no national conflict in outer space as yet. Its hazards are hostile to us all. Its conquest deserves the best of all mankind, and its opportunity for peaceful cooperation may never come again. But why, some say, the Moon? Why choose this as our goal? And they may well ask, why climb the highest mountain? Why, 35 years ago, fly the Atlantic? Why does Rice play Texas? We choose to go to the Moon. We choose to go to the Moon... We choose to go to the Moon in this decade and do the other things, not because they are easy, but because they are hard; because that goal will serve to organize and measure the best of our energies and skills, because that challenge is one that we are willing to accept, one we are unwilling to postpone, and one we intend to win, and the others, too.
Tạm dịch:
Chúng ta giương buồm trên vùng biển mới này vì ở đó có kiến thức mới cần phải lĩnh hội, có những quyền mới cần phải giành được, và chúng phải được giành lấy và sử dụng vì sự tiến bộ của tất cả mọi người. Khoa học vũ trụ, như khoa học hạt nhân và tất cả mọi công nghệ, không có lương tâm riêng của nó. Việc nó sẽ trở thành một lực lượng tốt hay xấu là tùy thuộc vào con người, và chỉ khi Hoa Kỳ chiếm được vị trí ưu việt thì chúng ta mới có thể giúp quyết định liệu đại dương mới này sẽ là một vùng biển hòa bình hay một mặt trận chiến tranh đáng sợ. Tôi không nói rằng chúng ta nên hoặc sẽ không được bảo vệ trước việc lạm dụng không gian một cách thù địch, cũng như chúng ta không được bảo vệ trước việc sử dụng đất hoặc biển một cách thù địch, nhưng tôi nói rằng không gian có thể được khám phá và làm chủ mà không cần tiếp thêm ngọn lửa chiến tranh, không cần lặp lại những sai lầm mà con người đã mắc phải khi mở rộng quyền lực của mình trên Địa Cầu này. Chưa có tranh chấp, thành kiến, hay xung đột quốc gia ngoài vũ trụ. Những mối nguy hiểm của nó là thù địch đối với tất cả chúng ta. Cuộc chinh phục của nó xứng đáng nhận được những điều tốt đẹp nhất của nhân loại, và cơ hội hợp tác hòa bình của nó có thể không bao giờ đến nữa. Nhưng một số người hỏi, tại sao lại là Mặt Trăng? Tại sao chọn đây là mục tiêu? Và họ cũng có thể hỏi, tại sao lại leo lên ngọn núi cao nhất? Tại sao lại bay qua Đại Tây Dương vào 35 năm trước? Tại sao đội Rice lại đấu với đội Texas? Chúng ta chọn lên Mặt Trăng. Chúng ta chọn lên Mặt Trăng... Chúng ta chọn lên Mặt Trăng trong thập kỷ này và làm những điều khác, không phải vì chúng dễ dàng, mà bởi vì chúng khó khăn; bởi vì mục tiêu đó sẽ phục vụ cho việc tổ chức cũng như đo lường nghị lực và kỹ năng tốt nhất của chúng ta, bởi vì thử thách đó là một thứ mà chúng ta sẵn sàng chấp nhận, một thứ mà chúng ta không muốn trì hoãn, và một thứ mà chúng ta dự định giành chiến thắng, và những điều khác nữa.
Trò đùa đề cập đến kình địch bóng bầu dục Rice – Texas đã được Kennedy viết tay vào bài phát biểu, và là phần được nhiều người hâm mộ thể thao ghi nhớ. Mặc dù kình địch Rice – Texas có tính cạnh tranh cao vào thời điểm Kennedy diễn thuyết, với việc Rice dẫn trước Texas 18-17-1 từ năm 1930 đến năm 1966, họ chỉ đánh bại Texas vào các năm 1965 và 1994 kể từ bài phát biểu của Kennedy.

## Tu từ học
Bài phát biểu của Kennedy sử dụng ba chiến lược: "mô tả đặc điểm của không gian như một biên giới đang vẫy gọi; sự khớp nối về thời gian giúp định vị nỗ lực trong một thời điểm lịch sử cấp bách và hợp lý; và chiến lược tích lũy cuối cùng là mời gọi khán giả sống xứng đáng với di sản tiên phong của họ bằng cách lên Mặt Trăng".

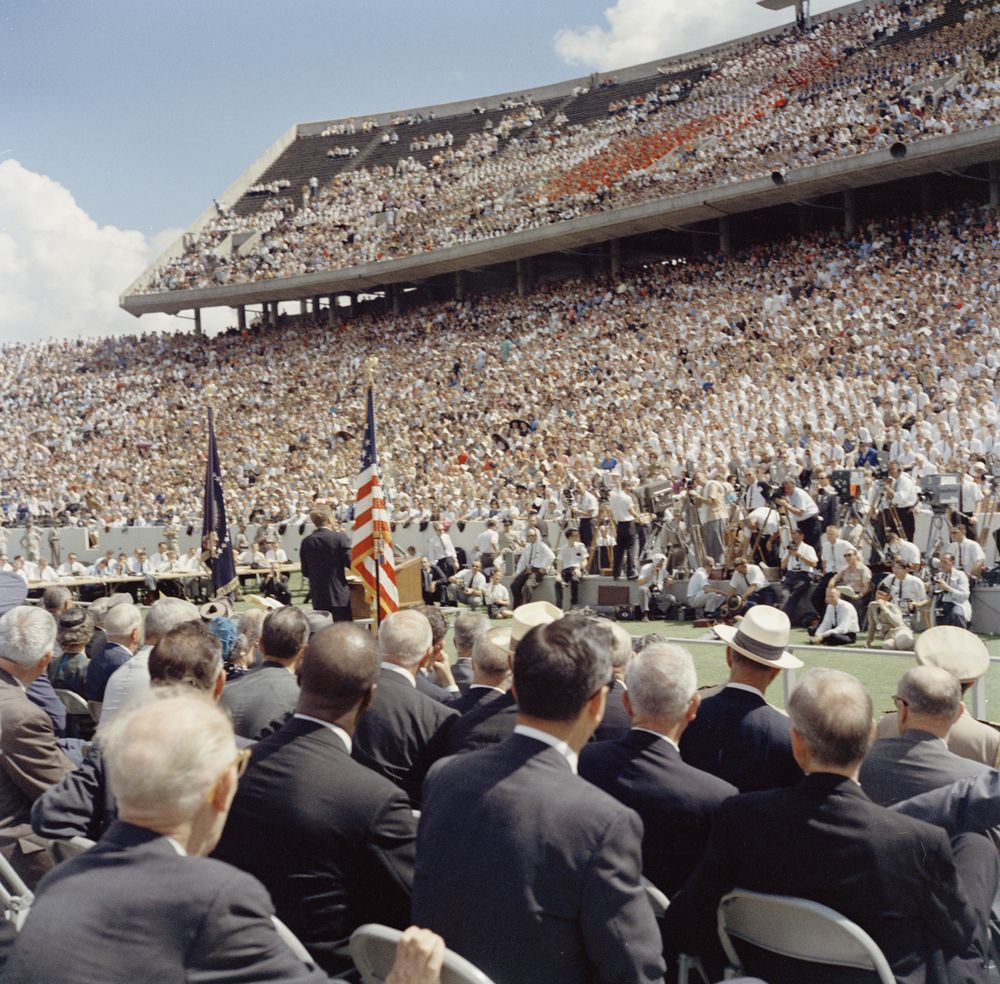
Đám đông tại Đại học Rice đang theo dõi bài phát biểu của Kennedy

Khi phát biểu trước đám đông tại Đại học Rice, ông đặt ngang hàng mong muốn khám phá không gian với tinh thần tiên phong đã thống trị truyền thống dân gian Mỹ kể từ khi lập quốc. Điều này cho phép Kennedy nhắc lại bài phát biểu nhậm chức của mình lúc ông tuyên bố với thế giới "Cùng nhau chúng ta khám phá các vì sao". Khi gặp Tổng Bí thư Đảng Cộng sản Liên Xô và Thủ tướng Liên Xô Nikita Khrushchev vào tháng 6 năm 1961, Kennedy đã đề xuất biến cuộc đổ bộ lên Mặt Trăng thành một dự án chung, nhưng Khrushchev lại không chấp nhận lời đề nghị này.
Có sự đối lập khoa trương trong bài phát biểu về việc mở rộng quân sự hóa không gian. Kennedy đã cô đọng toàn bộ lịch sử loài người thành năm mươi năm, trong đó "chỉ mới tuần trước chúng ta phát triển penicillin, truyền hình và năng lượng hạt nhân, và bây giờ nếu tàu vũ trụ mới của Mỹ thành công trong việc tiếp cận Sao Kim (Mariner 2), theo đúng nghĩa đen, chúng ta sẽ chạm tới các vì sao trước nửa đêm nay". Với phép ẩn dụ mở rộng này, Kennedy đã tìm cách truyền tải cảm giác cấp bách và nhận thức về sự thay đổi tới người nghe. Nổi bật nhất là việc cụm từ "Chúng ta chọn lên Mặt Trăng" trong bài phát biểu ở Đại học Rice được lặp lại ba lần liên tiếp, theo sau là lời giải thích lên đến đỉnh điểm trong tuyên bố của ông rằng thách thức của không gian là "một thứ mà chúng ta sẵn sàng chấp nhận, một thứ mà chúng ta không muốn trì hoãn, và một thứ mà chúng ta dự định giành chiến thắng".
Xét câu chữ trước khi ông hỏi khán giả một cách cường điệu rằng tại sao họ lại chọn tranh tài trong những nhiệm vụ đầy thách thức, Kennedy đã nhấn mạnh ở đây bản chất của quyết định du hành vũ trụ là một sự lựa chọn, một lựa chọn mà người dân Mỹ đã quyết định theo đuổi. Thay vì khẳng định điều đó là cần thiết, ông lại nhấn mạnh những lợi ích mà nỗ lực đó có thể mang đến – đoàn kết quốc gia và mặt cạnh tranh của nó. Như Kennedy đã phát biểu tại Quốc hội trước đó, "bất cứ điều gì nhân loại phải đảm nhận, những người tự do đều phải chia sẻ đầy đủ". Những lời này nhấn mạnh sự tự do mà người Mỹ được hưởng trong việc lựa chọn số phận của mình thay vì để nó định đoạt sẵn cho họ. Kết hợp với việc sử dụng tổng thể các biện pháp tu từ của Kennedy trong bài phát biểu, chúng đặc biệt thích hợp như một lời tuyên bố bắt đầu cuộc chạy đua vào không gian của Hoa Kỳ.
Kennedy đã mô tả một khái niệm lãng mạn về khám phá vũ trụ khi diễn thuyết tại Đại học Rice, trong đó tất cả người dân Hoa Kỳ, và thậm chí toàn thế giới, đều có thể tham gia, làm tăng thêm đáng kể số lượng công dân quan tâm đến thám hiểm không gian. Ông bắt đầu bằng việc nói về vũ trụ như một biên giới mới cho toàn thể nhân loại, khơi dậy ước mơ trong lòng người nghe. Sau đó, ông cô đọng lịch sử loài người để chứng minh rằng trong một khoảng thời gian rất ngắn, du hành không gian sẽ trở nên khả thi, đồng thời thông báo cho khán giả rằng ước mơ của họ có thể thực hiện được. Cuối cùng, ông sử dụng ngôi thứ nhất số nhiều "chúng ta" để đại diện cho tất cả mọi người trên thế giới, những người được cho là sẽ cùng nhau khám phá không gian, nhưng cũng bao gồm sự tham gia của đám đông tại Đại học Rice.

## Đón nhận

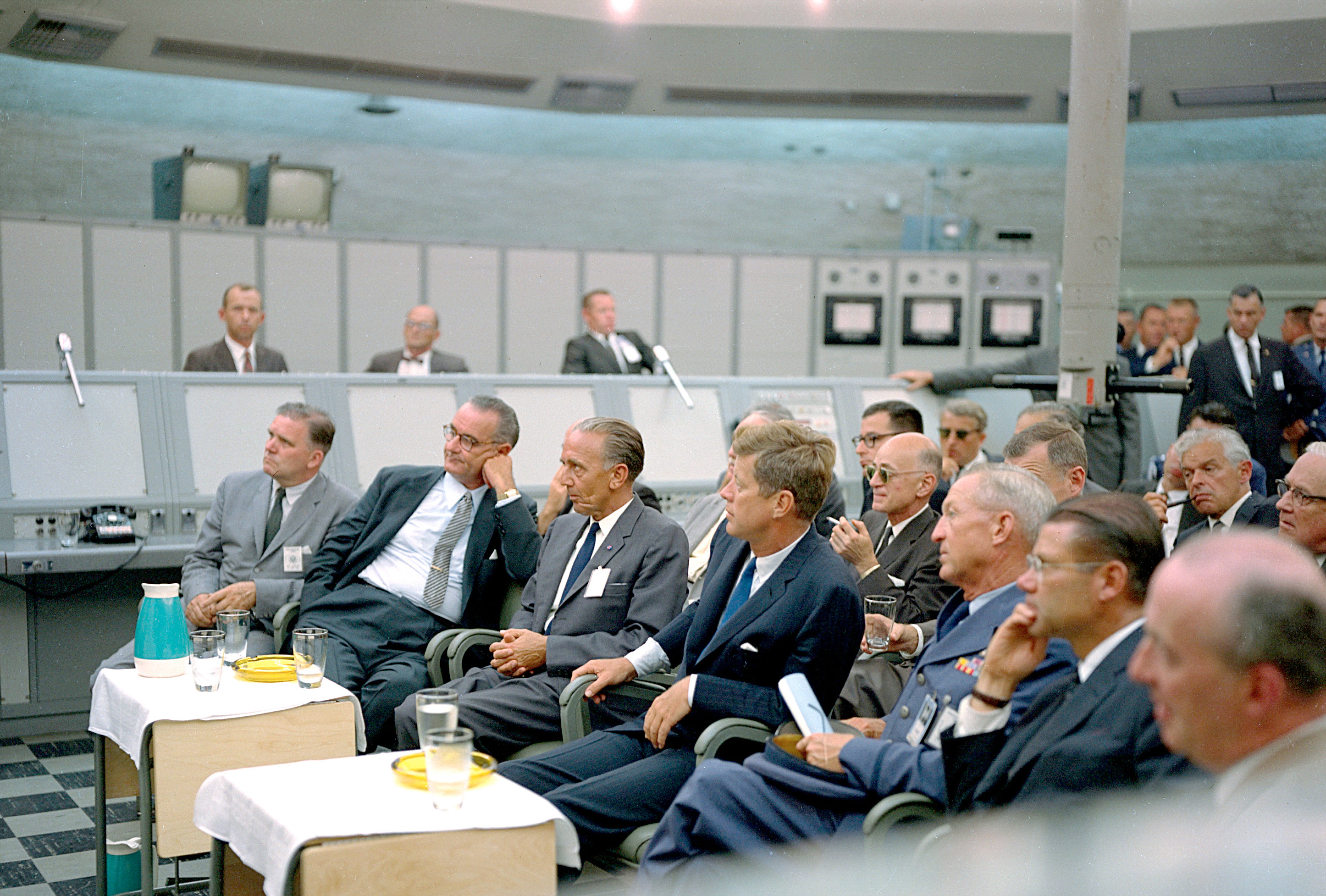
Kennedy tham dự một cuộc họp tại Mũi Canaveral vào ngày 11 tháng 9 năm 1962. Ngồi cùng với ông ở hàng trước là Trưởng quản lý NASA James Webb, Phó Tổng thống Lyndon Johnson, Giám đốc Trung tâm phóng NASA Kurt Debus, Trung tướng Leighton I. Davis và Bộ trưởng Bộ Quốc phòng Robert McNamara.

Paul Burka, tổng biên tập của tạp chí Texas Monthly, cũng là một cựu sinh viên Rice có mặt trong đám đông ngày hôm đó, nhớ lại 50 năm sau rằng bài phát biểu "nói lên cách người Mỹ nhìn về tương lai vào thời điểm ấy. Nó là một bài phát biểu tuyệt vời, một bài diễn văn gói gọn toàn bộ lịch sử được ghi lại và tìm cách đưa nó vào lịch sử của thời đại chúng ta. Không giống như các chính trị gia ngày nay, Kennedy nói đến những động lực tốt nhất của chúng ta với tư cách là một quốc gia, chứ không phải những điều tồi tệ nhất". Ron Sass và Robert Curl nằm trong số nhiều giảng viên của Đại học Rice có mặt. Curl đã rất ngạc nhiên trước chi phí của chương trình thám hiểm không gian. Họ nhớ lại rằng mục tiêu đầy tham vọng này dường như không quá đáng chú ý vào thời điểm đó, và bài phát biểu của Kennedy không được coi là quá khác biệt so với bài phát biểu của Tổng thống Dwight D. Eisenhower tại nhà thi đấu Autry Court của Rice năm 1960; nhưng nó đã bị lãng quên từ lâu, trong khi bài phát biểu của Kennedy vẫn được người ta nhớ đến.
Bài phát biểu không ngăn được làn sóng lo lắng ngày càng tăng về nỗ lực đổ bộ lên Mặt Trăng. Có rất nhiều thứ khác mà số tiền đó có thể được tiêu vào. Eisenhower tuyên bố: "Chi 40 tỷ đô để tới Mặt Trăng thật là điên rồ". Thượng nghị sĩ Barry Goldwater lập luận rằng chương trình không gian dân sự đang đẩy chương trình quân sự quan trọng hơn sang một bên. Thượng nghị sĩ William Proxmire thì lo ngại các nhà khoa học sẽ chuyển hướng từ nghiên cứu quân sự sang thám hiểm không gian. Việc cắt giảm ngân sách chỉ được ngăn chặn trong gang tấc. Kennedy có bài phát biểu trước Đại Hội đồng Liên Hợp Quốc vào ngày 20 tháng 9 năm 1963, tại đó ông lại đề xuất một chuyến thám hiểm chung lên Mặt Trăng. Khrushchev vẫn thận trọng về việc tham gia và đáp lại bằng một tuyên bố vào tháng 10 năm 1963, trong đó ông phát biểu rằng Liên Xô không có kế hoạch đưa phi hành gia lên Mặt Trăng. Tuy nhiên, các cố vấn quân sự của Khrushchev đã thuyết phục ông đây là một lời đề nghị tốt vì nó sẽ giúp Liên Xô có được công nghệ của Mỹ. Kennedy ra lệnh xem xét lại dự án Apollo vào tháng 4, tháng 8 và tháng 10 năm 1963. Báo cáo cuối cùng được nhận vào ngày 29 tháng 11 năm 1963, một tuần sau vụ ám sát Kennedy.

## Di sản
Ý tưởng về một sứ mệnh Mặt Trăng chung đã bị hủy bỏ sau cái chết của Kennedy, nhưng dự án Apollo đã trở thành đài tưởng niệm tới vị tổng thống quá cố. Mục tiêu của ông được hoàn thành vào tháng 7 năm 1969 với cuộc đổ bộ thành công lên Mặt Trăng của sứ mệnh Apollo 11. Thành tựu này vẫn là một di sản lâu dài từ bài phát biểu tại Đại học Rice, song thời hạn của Kennedy đòi hỏi ông phải đưa ra một trọng tâm thu hẹp, và đã không có dấu hiệu nào về những gì nên làm tiếp theo sau khi đạt được mục tiêu. Apollo đã không mở ra kỷ nguyên thám hiểm Mặt Trăng, và không có sứ mệnh phi hành đoàn nào được gửi lên đó kể từ sau Apollo 17 vào năm 1972. Các sứ mệnh Apollo tiếp theo trong kế hoạch đã bị hủy bỏ.
Các chương trình tàu con thoi cũng như Trạm vũ trụ Quốc tế chưa bao giờ chiếm được trí tưởng tượng của công chúng như cách dự án Apollo đã làm, và NASA đã phải vật lộn để hiện thực hóa tầm nhìn của mình với nguồn lực thiếu thốn. Những tầm nhìn đầy tham vọng về khám phá không gian đã được đề xuất bởi các Tổng thống George H. W. Bush vào năm 1989 (với Sáng kiến Khám phá Không gian) và George W. Bush vào năm 2004 (với chương trình Constellation). Sau khi Constellation bị hủy bỏ, tương lai của chương trình không gian Hoa Kỳ dường như trở nên bấp bênh.

## Trưng bày
Bục phát biểu mà Kennedy đã đứng diễn thuyết hiện được trưng bày tại Trung tâm Vũ trụ Houston.